# Hieronimus Venema
Hieronimus Kornelis Venema (Muntendam, 13 maart 1877 - Veendam, 5 mei 1957 ) was een burgemeester.

## Biografie
Venema was een zoon van de gemeente-ontvanger en latere burgemeester van Muntendam, Kornelis Venema en Alberdina Hazewinkel. Hij was gehuwd met Catrine Geertruide Smid, dochter van de landbouwer en burgemeester Popko Meint Smid en Riksta Edzes uit Meeden.
Venema was van 1905 tot 1923 burgemeester van Meeden. In 1923 werd hij burgemeester van Nieuwe Pekela. Hij vervulde dat ambt daar tot 1932. In dat jaar werd hij burgemeester van Scheemda. Hij was dat tot 1942.